# 제임스 레인워터

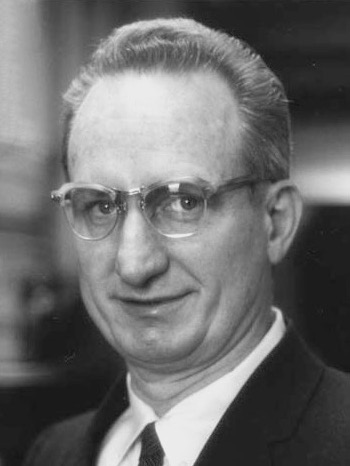

리오 제임스 레인워터(Leo James Rainwater, 1917년 12월 9일 ~ 1986년 5월 31일)은 1975년에 원자핵 내의 집단 운동을 발견하고, 입자 운동 간의 연관성을 발견하고 이 연관성에 기반한 원자핵 구조 이론을 연구한 공로로 노벨 물리학상을 받은 미국의 물리학자이다.

## 생애
그는 12월 9일에 아이다호주 카운슬(Council)에서 출생했는데, 스페인 독감의 유행으로 부친이 사망한 후 캘리포니아주 핸퍼드로 이사했다. 캘리포니아 공과대학교에서 물리학을 전공해 1939년에 학사 학위를 취득한 후 1946년에 콜럼비아 대학교에서 박사 학위를 취득했다.
제 2차 세계 대전 동안 그는 맨해튼 계획에 참여했다. 1949년에는 당시 정설로 여겨지던 "모든 원자핵은 구형이다"라는 생각과 반대되는 이론을 전개하기 시작했다. 이 이론은 이후 벤 로위 모텔손과 아게 닐스 보어의 실험을 통해 보강되고 증명되었다. 또한 그는 엑스선에 관한 과학적 해석에 기여했고, 미국 원자력 위원회 및 미국 해군의 연구 프로젝트에 참여했다. 또한 1946년에 콜럼비아 대학교의 물리학 교수진에 이름을 올렸고, 1952년에 정교수가 되었다. 1963년에는 어니스트 로런스 상을 받았다.